# Demetrios I av Baktrien

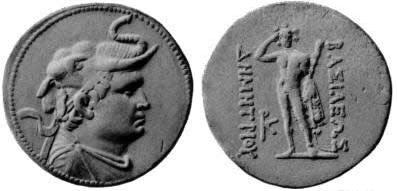
mynt av Demetrios I Aniketos avbildad med elefanthuvudbonad, och med Herakles på frånsidan

Demetrios I Aniketos var en hellensk kung av det grekisk-baktriska riket under 100-talet f.Kr. Kronologin är mycket oklar gällande hans och hans fars regentskap.
Demetrios var son till Euthydemos från Magnesia. Som kronprins slöt han fred med seleukidkungen Antiochos den store, och lovades en av dennes döttrar till gemål. Han efterträdde fadern någon gång mellan 200 och 180 f.Kr, och erövrade vidsträckta områden i norra Indien. Invasionen av Indien inleddes 180 f.Kr., sedan Mauryadynastin störtats av Pushyamitra Sunga, grundaren av Sungadynastin[källa behövs]. Justinus kallade honom rex Indorum, och han fick tillnamnet Aníkētos ("oövervinnerlig"). Vad som sedan hände är oklart, men det verkar som att Eukratides tog makten i det egentliga Baktrien norr om Hindukush medan Demetrios krigade i Indien, så att båda härskarna kan ha styrt olika områden samtidigt. När Demetrios återvände bekrigade han Eukratides, och kan ha dödats av denne. Förmodligen var det han som grundade staden Demetrias i Arachosien Han är i indisk folklore känd under namnet Dharma Mithra[källa behövs].